# 三国志演義 (テレビドラマ)
『三国志演義』（さんごくしえんぎ、簡体字中国語: 三国演义）は、羅貫中作の通俗歴史小説『三国志演義』を題材とした中国中央電視台（CCTV）製作のテレビドラマである。
日本でテレビ放送やソフト化された際の邦題は『三国志』、『三国志演義』、『三国演義』、『眞説・三国志』など複数ある。

## 概要
『三国志演義』を題材とした作品はそれまで数多存在していたが、その規模の大きさから全編の完全映像化は不可能とされてきた。しかし、1991年7月に国家的事業として製作を開始した。製作費は当時の日本円でおおよそ100億円超、動員された中国人民解放軍のエキストラは延べ10万人以上と、中国映像史上空前の規模で行われた。
現実感と迫力の追求のため、CGやミニチュアは用いられず、曹操が建築した銅雀台や赤壁の戦いの陣営のセットは原寸大で再現、赤壁の戦いの撮影はそのセットや船舶を実際に燃やして行われた。武将の一騎討ちの場面も、武将役の俳優が代役のスタントマン無しで行っている。
3年の収録の後、1994年旧正月に第1話がオンエアされると大きな反響を呼び、放送時間になると、中国の繁華街から人が消えると言われた。飛天賞の最優秀作品賞・最優秀男優賞・美術賞・金鷹賞・金龍賞・中国政府五一賞他、賞を総なめした。それまで中国では悪役だった曹操役の鮑国安も主演男優賞が与えられ、話題になった。
全84話の完全版はNHK衛星第2テレビジョン（BS2）にて1995年4月から9月までに日本語吹替で放送された。香港発CSチャンネルのMATVムービーアジアでは普通話・広東語二重音声で放送された。
国際スタンダード版（全19巻・各巻90分の短縮編集版。中国では「精編版」と呼ばれる。日本におけるテレビ放送では38話に分かれる場合が多かった）は地上波テレビ局のKBS京都・テレビ金沢・千葉テレビ・テレビ神奈川・青森テレビ・TOKYO MX・サンテレビ及びCSチャンネルの衛星劇場・チャンネル銀河などで放送された。

## 登場人物
声は日本語吹き替え担当声優。左からBS2完全版/国際スタンダード版/三国志 赤壁の戦い～レッド・クリフのすべて～。
- ナレーター：呉俊全（吹替版：糸博/大塚明夫）
- 国際スタンダード版ナビゲーター：呉暁東（吹替版：鈴木正和）

### 蜀漢
君主
- 劉備（玄徳、昭烈帝、演：孫彦軍、声：田中秀幸/星野充昭/坂口哲夫）
- 劉禅（公嗣、安楽公、幼名・阿斗、演：李鉄/魯継先、声：阿斗 増田ゆき→少年期 新田三士郎→老年期 千田光男/新垣樽助）

皇子
- 劉諶（劉禅の五男、北地王、演：陳旭、声：平田広明/）

武将/文官
- 関羽（雲長、五虎大将、漢寿亭侯、劉備の義弟。演：陸樹銘、声：石塚運昇/大塚明夫/木村雅史）
- 張飛（翼徳、五虎大将、新亭侯、劉備の義弟。演：李靖飛、声：天田益男/楠見尚己/江川央生）
- 趙雲（子龍、五虎大将、永昌亭侯、演：張山/楊凡/侯永生、声：青・壮年期 速水奨→老年期 谷口節/加瀬康之）
- 馬超（孟起、五虎大将、演：安亜平、声：塩沢兼人/）
- 黄忠（漢升、五虎大将、漢内侯、演：王洪濤、声：原田一夫/）
- 廖化（元倹、演：芒萊/陳志輝/杜文禄/陳之輝 声：沢木郁也、中田和宏(18話のみ)/）
- 厳顔（演：王文有、林中畢、声：小林修/大木民夫）
- 劉封（劉備の養子、演：趙振平、声：藤原啓治/）
- 関平（関羽の養子、演：陳兵、声：関俊彦(19話)→成田剣(53話以降)/）
- 高翔（玄都侯、演：袁利堅）
- 張翼（伯恭、演：斎文恭、声：鈴木勝美/）
- 魏延（文長、演：劉威/王曉穎/王紹文/王心海、声：野島昭生/浜田賢二）
- 馬岱（伯瞻、馬超の従弟、演：陳関欣/李建平、声：青年期 後藤敦→壮年期 土師孝也/新垣樽助）
- 王平（子均、演：崔岱、声：松本大/上田陽司）
- 馬謖（幼常、馬良の弟、演：張治中、声：神谷和夫/渡辺英雄）
- 関興（安国、関羽の子、演：李威、声：井上和彦/）
- 陳式（演：張世軍/陳徳宝、声：辻親八/）
- 姜維（伯約、演：張天舒/樊志啓、声：青年期 大滝寛→壮年期 大塚芳忠/加藤将之）
- 周倉（演：劉潤成）
- 張苞（声：川津泰彦/）
- 胡班（演：葉金森、声：島田敏/）
- 王甫（国山、演：遲重根、声：田中康郎/）

- 諸葛亮（孔明、臥龍、丞相、忠武侯、演：唐国強、声：安原義人/森田順平/田中秀幸）
- 龐統（士元、鳳雛、関内侯、演：祝士彬/金書貴、声：田中信夫/吉野貴宏）
- 法正（孝直、演：時来群/張民甫、声：阪脩/）
- 孫乾（公祐、演：郭家慶/夏均寅、声：石森達幸/）
- 糜竺（子仲、演：朱秉謙/楊乃煌、声：塚田正昭/）
- 糜芳（子方、演：隗和国、声：高宮俊介/）
- 簡雍（憲和、演：安基）
- 馬良（季常、演：王顯和/李平、声：池水通洋/青木誠）
- 董允（休昭、演：王連勇、声：古田信幸/）
- 李恢（徳昂、演：王志強、声：千田光男/）
- 鄧芝（伯苗、演：李志毅、声：岡部政明/)
- 李福（孫徳、平陽亭侯、演：李保安、声：森田順平/）
- 郤正（令先、演：洪希邁、声：仲木隆司/）
- 黄皓（演：曽革）
- 陳震（孝起、声：曽我部和恭/）
- 伊籍（機伯、演：王輝、声：嶋俊介/）
- 楊儀（威公、演：孟憲礼、声：梶哲也/奥田啓人）
- 蔣琬（公琰、演：劉宏坤、声：矢田稔/）
- 費禕（文偉、演：李弘、声：中庸助/）
- 譙周（允南、演：王鳳文、声：松岡文雄/）
- 諸葛瞻（思遠、諸葛亮の子、演：蘇崇山、声：青森伸/）
- 諸葛尚（諸葛瞻の子、声：岡野浩介/）

異民族
- 孟獲（南蛮王、演：胡戦利、声：渡部猛/坂東尚樹）
- 祝融夫人（孟獲の妻、演：李雲娟、声：湯屋敦子/小島幸子）
- 孟優（孟獲の弟、演：李冬果、声：大滝進矢/）
- 孟節（孟獲の兄、声：筈見純/）
- 帯来洞主（祝融夫人の弟、演：孫小喆、声：麦人/）
- 董荼那（演：秦宝林、声：千田光男/）
- 阿会喃（演：杜文禄、声：宝亀克寿/）
- 朶思大王（演：劉赫、声：飯塚昭三/）
- 楊鋒（演：司耕田、声：中田和宏/）
- 木鹿大王（演：張洪傑）
- 兀突骨（演：竇永祥、声：岸野幸正/）

その他
- 姜母（姜維の母、演：張登橋、声：京田尚子/）
- 糜夫人（糜竺、糜芳の妹、劉備の皇后、演：許娣/王璐遥、声：叶木翔子/伊藤亜矢子）
- 甘夫人（劉備の皇后、昭烈皇后、演：伊淑芳/郭淑萍、声：滝沢久美子/細野雅世）
- 崔夫人（劉諶の妻、演：壮麗、声：佐々木優子/）
- 劉諶の子供たち（声：上田祐司、瀧本富士子、渡辺久美子/）

### 魏
君主
- 曹操（孟徳、武帝、丞相、演：鮑国安、声：玄田哲章/大川透/大塚周夫）
- 曹丕（子桓、文帝、演：楊俊勇、声：桜井敏治(23話)→林一夫(55話以降)/）
- 曹叡（元仲、明帝、演：王光輝、声：石田圭祐/）
- 曹芳（蘭卿、厲公、演：安志懿：岡野浩介/）
- 曹髦（彦士、演：姫晨牧、声：石田彰/）
- 曹奐（景明、元帝、演：汪涵）

武将/文官
- 司馬懿（仲達、大都督、太傅、演：唐振環/魏宗万、声：野沢那智/納谷六朗）
- 司馬師（子元、大将軍、演：潘引莱/雷鉄流、声：青年期 落合弘治→壮年期 田中正彦/柴田創一郎）
- 司馬昭（子尚、晋公、演：李赤憂/高蘭村、声：青年期 檀臣幸→壮年期 大林隆介/小野塚貴志）
- 曹仁（子孝、曹操の従弟、陳侯、演：邰祖輝/許徳山、声：岸野幸正、田中正彦(58話のみ)/上田陽司）
- 曹洪（子廉、曹操の従弟、楽城侯、演：王傑、声：幹本雄之、星野充昭(23話のみ)、宝亀克寿(30話のみ)/浜田賢二）
- 曹純（子和、曹操の従弟、威侯、演：遲重根）
- 曹休（文烈、演：郝忠謙、声：古田信幸/）
- 曹彰（演：沈龍、声：大塚芳忠/）
- 夏侯惇（元譲、曹操の従弟、演：魯建国/巴拉珠爾、声：江川央生/清水敏孝）
- 夏侯淵（妙才、曹操の従弟、演：銭玉林、声：立木文彦(22話)→笹岡繁蔵(56話)/）
- 夏侯覇（仲権、夏侯淵の子、演：石天生、沈雙存、声：郷里大輔/）
- 夏侯尚（伯仁、夏侯淵の甥、昌陵郷侯、演：焦玉成）
- 張遼（文遠、晋陽侯、演：徐少華/張亜坤/王衛国、声：高宮俊介/新垣樽助/竹内良太）
- 徐晃（公明、演：霍爾察/尼格木図/李冬果、声：星野充昭/）
- 許褚（仲康、牟郷侯、演：陳志輝/王建国、声：水野龍司/櫛田泰道）
- 楽進（演：沈龍、声：小室正幸/）
- 于禁（文則、演：斉克建、声：北川勝博、石波義人(58話)/）
- 孟坦（演：蘇徳斯琴）
- 韓福（演：于栄光、声：成田剣/）
- 王植（演：莫歧、声：千田光男/）
- 李典（演：張英武、声：古田信幸/）
- 文聘（演：芒莱、声：辻つとむ/）
- 鮑隆（演：薛文成、声：小野英昭/）
- 趙範（演：李宝華、声：土師孝也/）
- 司馬望（演：呂鎖森、声：島香裕/）
- 蔡瑁（演：麼岳、声：麦人/）
- 蔡中（演：李小舟、声：高木渉/）
- 蔡和（演：李化、声：小室正幸/）
- 韓玄（演：黄小力）
- 劉貴（演：劉宗仁）
- 張郃（演：王化南/邢国洲、声：辻つとむ/高瀬右光）
- 韓浩（演：楊子斌、声：松本大/）
- 陳泰（演：劉英魯、声：関根信昭/）
- 劉岱（演：霍爾査、声：稲葉実/）
- 夏侯楙（演：王基明、声：桑原たけし/）
- 郭淮（演：常玉平、孫啓成、声：原康義/）
- 孟達（演：張楠、声：仲野裕(59話)、田中正彦(70話)/）
- 曹真（子丹、都督、演：鄭強、声：牛山茂/真殿光昭）
- 鍾繇（演：劉庚）
- 秦良（演：陳長龍）
- 田四（演：王鉄軍）
- 王韜（演：鄭大鵬）
- 陳泰（演：劉英魯、声：関根信昭/）
- 夏侯玄（夏侯尚の子、演：郝躍国、声：辻親八/）
- 張緝（演：華生）
- 鍾会（士季、司徒、演：管越、声：古澤徹/）
- 鄧艾（士載、太尉、演：王洪光、声：内田稔/）
- 鄧忠（鄧艾の子、演：呉文慶、声：津久井教生/）
- 高覧（声：小形満/）
- 成済（声：岸野幸正/）
- 師纂（演：鄭緒）
- 邵悌（演：王鷹）
- 丘建（演：趙丕玉）
- 胡烈（演：蔣崇峡）
- 胡淵（演：斉鍵波）
- 龐徳（令明、声：茶風林/）
- 孔秀（声：笹岡繁蔵/）
- 卞喜（声：田原アルノ/）
- 秦琪（声：水野龍司/）
- 焦触（声：沢木郁也/）
- 張南（声：梅津秀行/）
- 満寵（声：池水通洋/）
- 蒋済（子通、声：宝亀克寿/）
- 胡遵（声：稲葉実/）
- 桓嘉（声：安西正弘/）
- 徐質（声：相沢正輝/）

- 郭嘉（奉孝、演：蔣愷、声：家中宏/樫井笙人）
- 荀彧（文若、演：顧嵐、声：仁内建之/）
- 荀攸（演：于家乃、声：藤本譲/）
- 劉曄（演：蕭魯/馬玉森/魏憲、声：田中亮一(21話)→加賀谷純一(54話以降)/）
- 程昱（仲徳、演：戴敬国/于連増、声：石井敏郎/渡辺英雄）
- 賈詡（文和、演：徐永亮、声：西村知道/）
- 徐庶（元直、演：翟万臣、声：佐古正人/小形満）
- 辛毗（演：馬興躍/秦宝林、声：宮本充/）
- 丁儀（演：劉明月、声：納谷六郎/）
- 桓範（演：文亳、声：矢田耕司/）
- 華歆（演：宋戈、秦宝林、声：藤城裕士/）
- 蔣幹（子翼、演：周舟、声：伊藤和晃/くわはら利晃）
- 鍾繇（演：劉庚）
- 陳泰（演：劉英魯、声：関根信昭/）
- 劉馥（元穎、声：椎橋重/）
- 師勗（劉馥をモデルにした架空の人物、演：姫崇恭）
- 楊修（徳祖、太傅、演：畢彦君、声：伊藤和晃/）
- 曹植（子建、演：王良波、声：平井誠一/）
- 曹羲（演：遲重根）
- 曹訓（演：孫振纔）
- 曹爽（昭伯、演：康銘、声：小川真司/）
- 李勝（公昭、演：楊艾夫、声：伊藤和晃/）
- 張当（声：竹村拓/）

その他
- 徐母（徐庶の母、演：澹台仁恵、声：竹口安芸子/）
- 卞夫人（曹操の正室、演：李鳳英、声：宗形智子/）
- 甄夫人（演：史蘭芽）
- 張皇后（曹芳の皇后、演：不詳、声：佐藤直子/）

### 呉
君主
- 孫権（仲謀、大帝、演：惲漿錚（女）、呉暁東、声：小杉十郎太(幼少期 鳥海勝美)/鈴木正和/沢木郁也）
- 孫堅（文台、武烈帝、演：呉暁東、声：谷口節/）
- 孫策（伯符、長沙王、演：濮存昕、声：田中正彦/）
- 孫亮（子明、会稽王、演：左氷）
- 孫休（子烈、景帝、演：潘粤明）

武将/文官
- 太史慈（演：李洪濤、陳之輝、声：西村知道/）
- 周瑜（公瑾、都督、演：洪宇宙、声：金尾哲夫/石田彰(10話まで)→楠見尚己(11話以降)/堀秀行）
- 黄蓋（公覆、演：呉桂岑/許福印、声：宝亀克寿/秋元羊介）
- 呂蒙（子明、演：初国良/郭沫浪、声：田中正彦/浜田賢二）
- 陸遜（演：高飛、声：大原康裕/真殿光昭）
- 周泰（演：尹偉/張瑩、声：掛川裕彦(9話)→広瀬正志(20話以降)/）
- 程普（演：閻懐礼/陳恵良、声：水鳥鉄夫/）
- 程咨（演：任萌、声：相沢正輝/）
- 凌統（公績、演：王剛、韓増祥、声：高木渉(38話)→小野英昭(40話)/）
- 丁奉（承淵、演：劉紹春、声：福田信昭、星野充昭(45話のみ)/）
- 徐盛（演：張暁明）
- 呂範（演：啜二勇、声：牛山茂/）
- 甘寧（興覇、演：韓冬→張玉海、声：松本大/岸祐二）
- 潘璋（演：黒水寛、孫啓成、声：秋元羊介/）
- 周善（演：張洪順、声：稲葉実/）

- 魯粛（子敬、都督、演：曹力/宋幇桂、声：岸野一彦/奥田啓人/龍田直樹）
- 張昭（子布、演：周継偉、声：大山高男/浜田賢二）
- 諸葛瑾（子瑜、演：種玉杰、汪兆桂、声：小島敏彦/）
- 諸葛恪（元遜、諸葛瑾の子、演：何氷、声：佐古正人/）
- 薛綜（敬文、演：王鷹、声：塚田正昭/）
- 闞沢（徳潤、演：張喜前、声：津田英三/）
- 張温（演：王勉之、声：坂口哲夫/）
- 孫峻（子遠、演：何金龍、声：藤本譲/）
- 孫綝（子通、孫峻の従弟、演：劉大剛、声：麦人/）
- 張布（演：孫傑、声：辻村真人/）
- 厳畯（演：李譚、声：石森達幸/）
- 魏邈（演：楊友、声：茶風林/）
- 施朔（声：塚田正昭/）
- 張約（声：荒川太郎/）
- 孫拠（声：喜多川拓郎/）
- 蒋延（声：掛川裕彦/）
- 賈華（演：趙恩傑）

その他
- 喬国老（声：宮内幸平/塚田正昭）
- 呉夫人（孫策、孫権の母、演：陳秀英、声：谷育子/）
- 呉国太（呉夫人の妹、孫夫人の母、演：兪若娟/林黙予、声：此島愛子/谷育子）
- 孫夫人（演：趙越、声：岡本麻弥/沢海陽子）
- 大喬（演：龔麗君、声：相沢恵子/）
- 小喬（演：何晴、声：井上喜久子/浅野るり）

### 晋
君主
- 司馬炎（演：韓青）

文官
- 賈充（公閭、演：韓新民、声：山野史人/）

### 後漢
- 何進（遂高、演：張福元、声：徳丸完/）
- 董太后（演：呂中、声：沢田敏子/）
- 何太后（演：鄭天煒、声：田中敦子/）
- 劉弁（演：朱峰、声：喜田あゆ美/）
- 劉協（演：陳婧/蘇可/鮑大志、声：幼年期 亀井芳子→少年期 岡野浩介/）
- 張譲（演：謝志堅、声：緒方賢一/）
- 段珪（演：魏英明、声：長島雄一/）
- 蹇碩（演：蘇建宇）
- 曹節（演：李明）
- 祖弼（演：袁志光、声：水野龍司/）
- 潘隠（演：龐大新）
- 董卓（仲穎、太師、演：里坡、声：柴田秀勝/穂積隆信）
- 蔡邕（演：秦昭）
- 伍孚（演：劉建為）
- 盧植（演：楊兆泉、声：北村弘一/）
- 華雄（演：王宝奇、声：村松康雄/）
- 李粛（演：厳燕生、声：牛山茂/高瀬右光）
- 李儒（演：畢彦君、声：江原正士/小形満）
- 王允（子師、司徒、演：譚宗堯、声：佐々木勝彦/納谷六朗）
- 丁原（演：芮麗容、声：仲木隆司/）
- 呂布（奉先、温公、演：張光北、声：大塚明夫/渡辺英雄）
- 貂蝉（演：陳紅、声：島本須美/岡村明美）
- 厳氏（呂布の妻、演：高宝宝、声：渡辺美佐/）
- 呂布の娘（演：劉岩、声：森沢芙美/）
- 陳宮（公台、演：李建義、修宗迪、声：仲野裕/）
- 陳珪（演：紐荼亮、声：あずさ欣平/）
- 陳登（演：王長利、声：西川幾雄/）
- 曹豹（演：王英傑、声：峰恵研/）
- 督郵（演：狄鳳程 、声：塩屋浩三/)
- 張繡（演：韓善続、声：松本大/）
- 胡車児（演：于偉傑）
- 公孫瓚（伯珪、演：楊凡、声：水鳥鉄夫/）
- 鮑信（演：陳志輝）
- 袁紹（本初、演：洪宇宙→李慶祥、声：神谷和夫/くわはら利晃）
- 袁譚（演：鄧小光、声：大滝寛/）
- 田豊（演：張連重、声：藤城裕士/）
- 韓猛（演：蘇徳斯琴、声：水野龍司/）
- 淳于瓊（演：周万紅）
- 文醜（声：曽我部和恭/）
- 沮授（演：王志強、声：幹本雄之/鈴木正和）
- 審配（演：王顕、声：清川元夢/）
- 許攸（子遠、演：石小満、声：喜多川拓郎/）
- 陳琳（孔璋、演：王濤、声：麻生智久/）
- 陶謙（演：張瞳、声：松村彦次郎/）
- 袁術（公路、成皇帝、演：陳友旺、王福生、声：納谷六朗/）
- 紀霊（演：王洪濤、声：辻つとむ/）
- 車冑（声：島香裕/）
- 韓胤（演：王顕和、声：伊藤和晃/）
- 伏完（演：王忠信、声：立木文彦/）
- 伏皇后（声：佐藤しのぶ/）
- 董承（演：劉龍、声：飯塚昭三/）
- 王子服（演：施長金、声：伊藤和晃/）
- 吉平（演：丁志誠 声：平田広明/）
- 蒯越（演：馬吉春、声：小関一/）
- 崔州平（演：趙小川、声：大塚芳忠/）
- 石韜（石広元、演：馬書良、声：水野龍司/）
- 孟建（孟公威、演：厳鳳琦 、声：仲野裕/）
- 諸葛均（演：石霓、声：堀内賢雄/）
- 黄承彦（演：王洪武、陳恵良、声：加藤精三/）
- 普浄（演：郭家慶、声：上田敏也/）
- 関寧（声：石野竜三/）
- 于吉（演：楊宝河、声：滝雅也/）
- 劉表（景升、演：張達、声：宮田光/）
- 蔡夫人（劉表の側室、演：劉暁媚、声：近藤高子/）
- 張允（声：/小形満）
- 劉琦（演：尹力）
- 劉琮（演：梁遲、声：近藤高子/）
- 樊氏（演：蓋克、声：さとうあい/）
- 司馬徽（水鏡先生、演：蘇民、声：大木民夫/大木民夫）
- 韓遂（演：王奕、声：若本規夫/）
- 馬騰（演：黄文俊、声：筈見純/）
- 馬休（演：梁志文、声：渋谷茂/）
- 劉璋（季玉、演：梁震亜、声：森田順平/坂東尚樹）
- 張松（演：張炬、声：山野史人/）
- 王累（演：王徳林）
- 張任（演：周中和、声：田原アルノ/）
- 許貢（演：孫傑、声：伊井篤史/）
- 蒯越（演：馬吉春）
- 劉璝（演：劉宗仁）
- 張魯（演：馬玉良、声：仲野裕/）
- 楊松（演：劉建為、声：伊井篤史/）
- 華佗（演：王忠信、声：田村錦人/）
- 司蕃（声：岩田安生/）
- 鄒氏（張済の妻、演：魏慧麗、声：土井美加/）

## 各話リスト

### 完全版
※邦題はBS2のもの
| 第一部 群雄の天下争い（簡体字中国語: 群雄逐鹿） | 第一部 群雄の天下争い（簡体字中国語: 群雄逐鹿） | 第一部 群雄の天下争い（簡体字中国語: 群雄逐鹿） | 第一部 群雄の天下争い（簡体字中国語: 群雄逐鹿） | 第一部 群雄の天下争い（簡体字中国語: 群雄逐鹿） | 第一部 群雄の天下争い（簡体字中国語: 群雄逐鹿） | 第一部 群雄の天下争い（簡体字中国語: 群雄逐鹿） | 第一部 群雄の天下争い（簡体字中国語: 群雄逐鹿） |
| 話数                                            | 邦題                                            | 原題                                            | 脚本                                            | 監督                                            | 音楽                                            | 制作主任                                        | 初放送日（BS2）                                 |
| ----------------------------------------------- | ----------------------------------------------- | ----------------------------------------------- | ----------------------------------------------- | ----------------------------------------------- | ----------------------------------------------- | ----------------------------------------------- | ----------------------------------------------- |
| 1                                               | 桃園の誓い                                      | 桃园三结义                                      | 杜家福                                          | 蔡暁晴                                          | 李一丁                                          | 尤世軍                                          | 1995年4月5日                                    |
| 2                                               | 十常侍、政を乱す                                | 十常侍乱政                                      | 杜家福                                          | 蔡暁晴                                          | 李一丁                                          | 尤世軍                                          | 1995年4月6日                                    |
| 3                                               | 董卓、権勢を振るう                              | 董卓霸京师                                      | 杜家福                                          | 蔡暁晴                                          | 李一丁                                          | 尤世軍                                          | 1995年4月10日                                   |
| 4                                               | 曹操、宝刀を献ずる                              | 孟德献刀                                        | 杜家福                                          | 蔡暁晴                                          | 李一丁                                          | 尤世軍                                          | 1995年4月12日                                   |
| 5                                               | 三英雄、呂布と戦う                              | 三英战吕布                                      | 杜家福                                          | 蔡暁晴                                          | 李一丁                                          | 尤世軍                                          | 1995年4月13日                                   |
| 6                                               | 連環の計                                        | 连环计                                          | 杜家福                                          | 蔡暁晴                                          | 李一丁                                          | 尤世軍                                          | 1995年4月14日                                   |
| 7                                               | 董卓、鳳儀亭に死す                              | 凤仪亭                                          | 杜家福                                          | 蔡暁晴                                          | 李一丁                                          | 尤世軍                                          | 1995年4月17日                                   |
| 8                                               | 三度、徐州を譲る                                | 三让徐州                                        | 杜家福                                          | 沈好放                                          | 李一丁                                          | 尤世軍                                          | 1995年4月18日                                   |
| 9                                               | 孫策、玉璽を手放す                              | 孙策立业                                        | 杜家福                                          | 沈好放                                          | 李一丁                                          | 尤世軍                                          | 1995年4月19日                                   |
| 10                                              | 轅門にて戟を射る                                | 辕门射戟                                        | 杜家福                                          | 沈好放                                          | 李一丁                                          | 尤世軍                                          | 1995年4月21日                                   |
| 11                                              | 宛城の戦い                                      | 宛城之战                                        | 杜家福                                          | 沈好放                                          | 李一丁                                          | 尤世軍                                          | 1995年5月1日                                    |
| 12                                              | 白門楼（前編）                                  | 白门楼（上）                                    | 杜家福                                          | 沈好放                                          | 李一丁                                          | 尤世軍                                          | 1995年5月2日                                    |
| 13                                              | 白門楼（後編）                                  | 白门楼（下）                                    | 杜家福                                          | 沈好放                                          | 李一丁                                          | 尤世軍                                          | 1995年5月3日                                    |
| 14                                              | 酒を煮て英雄を論じる                            | 煮酒论英雄                                      | 朱暁平                                          | 沈好放                                          | 李一丁                                          | 尤世軍                                          | 1995年5月4日                                    |
| 15                                              | 袁と曹、起兵する                                | 袁曹起兵                                        | 朱暁平                                          | 沈好放                                          | 李一丁                                          | 尤世軍                                          | 1995年5月5日                                    |
| 16                                              | 関羽、曹操に下る                                | 关羽约三事                                      | 朱暁平                                          | 沈好放                                          | 李一丁                                          | 尤世軍                                          | 1995年5月22日                                   |
| 17                                              | 印を掛け金を封じる                              | 挂印封金                                        | 朱暁平                                          | 沈好放                                          | 李一丁                                          | 尤世軍                                          | 1995年5月23日                                   |
| 18                                              | 名馬、千里を走る                                | 千里走单骑                                      | 朱暁平                                          | 沈好放                                          | 李一丁                                          | 尤世軍                                          | 1995年5月24日                                   |
| 19                                              | 古城での再会                                    | 古城相会                                        | 朱暁平                                          | 沈好放                                          | 李一丁                                          | 尤世軍                                          | 1995年5月25日                                   |
| 20                                              | 孫権、江東を領する                              | 孙策之死                                        | 朱暁平                                          | 沈好放                                          | 李一丁                                          | 尤世軍                                          | 1995年5月26日                                   |
| 21                                              | 官渡の戦い（前編）                              | 官渡之战（上）                                  | 朱暁平                                          | 沈好放                                          | 李一丁                                          | 尤世軍                                          | 1995年5月29日                                   |
| 22                                              | 官渡の戦い（後編）                              | 官渡之战（下）                                  | 朱暁平                                          | 沈好放                                          | 李一丁                                          | 尤世軍                                          | 1995年5月31日                                   |
| 23                                              | 袁一族、大敗する                                | 大破袁绍                                        | 朱暁平                                          | 沈好放                                          | 李一丁                                          | 尤世軍                                          | 1995年6月1日                                    |
| 第二部 赤壁の激戦（簡体字中国語: 赤壁鏖战）     |                                                 |                                                 |                                                 |                                                 |                                                 |                                                 |                                                 |
| 話数                                            | 邦題                                            | 原題                                            | 脚本                                            | 監督                                            | 音楽                                            | 制作主任                                        | 初放送日（BS2）                                 |
| 24                                              | 劉備、荊州に入る                                | 跃马檀溪                                        | 朱暁平                                          | 蔡暁晴                                          | 李一丁                                          | 張光前                                          | 1995年6月2日                                    |
| 25                                              | 劉備、軍師を求める                              | 刘备求贤                                        | 朱暁平                                          | 蔡暁晴                                          | 李一丁                                          | 張光前                                          | 1995年6月5日                                    |
| 26                                              | 徐庶、孔明を薦める                              | 回马荐诸葛                                      | 朱暁平                                          | 蔡暁晴                                          | 李一丁                                          | 張光前                                          | 1995年6月6日                                    |
| 27                                              | 三顧の礼                                        | 三顾茅庐                                        | 朱暁平                                          | 蔡暁晴                                          | 李一丁                                          | 張光前                                          | 1995年6月7日                                    |
| 28                                              | 孔明、最初の勝利                                | 火烧博望坡                                      | 朱暁平                                          | 蔡暁晴                                          | 李一丁                                          | 張光前                                          | 1995年6月8日                                    |
| 29                                              | 民を救い河を渡る                                | 携民渡江                                        | 劉樹生                                          | 蔡暁晴                                          | 李一丁                                          | 張光前                                          | 1995年6月9日                                    |
| 30                                              | 孔明、江東で舌戦する                            | 舌战群儒                                        | 劉樹生                                          | 蔡暁晴                                          | 李一丁                                          | 張光前                                          | 1995年6月12日                                   |
| 31                                              | 孔明、周瑜を激怒させる                          | 智激周瑜                                        | 劉樹生                                          | 蔡暁晴                                          | 李一丁                                          | 張光前                                          | 1995年6月13日                                   |
| 32                                              | 周瑜、計を用いるもならず                        | 周瑜空设计                                      | 劉樹生                                          | 蔡暁晴                                          | 李一丁                                          | 張光前                                          | 1995年6月14日                                   |
| 33                                              | 江東の“群英会”                                  | 群英会                                          | 劉樹生                                          | 蔡暁晴                                          | 李一丁                                          | 張光前                                          | 1995年6月15日                                   |
| 34                                              | 草船で矢を借りる                                | 草船借箭                                        | 劉樹生                                          | 蔡暁晴                                          | 李一丁                                          | 張光前                                          | 1995年6月16日                                   |
| 35                                              | 周瑜、苦肉の策                                  | 苦肉计                                          | 劉樹生                                          | 蔡暁晴                                          | 李一丁                                          | 張光前                                          | 1995年6月19日                                   |
| 36                                              | 龐統、連環の計を献ず                            | 庞统献连环                                      | 劉樹生                                          | 蔡暁晴                                          | 李一丁                                          | 張光前                                          | 1995年6月20日                                   |
| 37                                              | 曹操、詩を吟ずる                                | 横槊赋诗                                        | 劉樹生                                          | 蔡暁晴                                          | 李一丁                                          | 張光前                                          | 1995年6月21日                                   |
| 38                                              | 孔明、風を祭る                                  | 诸葛祭风                                        | 劉樹生                                          | 蔡暁晴                                          | 李一丁                                          | 張光前                                          | 1995年6月22日                                   |
| 39                                              | 赤壁にて曹操大敗す                              | 火烧赤壁                                        | 劉樹生                                          | 蔡暁晴                                          | 李一丁                                          | 張光前                                          | 1995年6月23日                                   |
| 40                                              | 劉備、南郡を取る                                | 智取南郡                                        | 劉樹生                                          | 蔡暁晴                                          | 李一丁                                          | 張光前                                          | 1995年6月26日                                   |
| 41                                              | 劉備、老将を得る                                | 力夺四郡                                        | 劉樹生                                          | 蔡暁晴                                          | 李一丁                                          | 張光前                                          | 1995年6月27日                                   |
| 42                                              | 色仕掛け                                        | 美人计                                          | 劉樹生                                          | 蔡暁晴                                          | 李一丁                                          | 張光前                                          | 1995年6月28日                                   |
| 43                                              | 劉備、孫夫人をめとる                            | 甘露寺                                          | 劉樹生                                          | 蔡暁晴                                          | 李一丁                                          | 張光前                                          | 1995年6月29日                                   |
| 44                                              | 劉備、荊州に帰る                                | 回荊州                                          | 劉樹生                                          | 蔡暁晴                                          | 李一丁                                          | 張光前                                          | 1995年6月30日                                   |
| 45                                              | 周瑜、三度怒る                                  | 三气周瑜                                        | 劉樹生                                          | 張中一、郝恒民                                  | 李一丁                                          | 単羽生、郝恒民                                  | 1995年7月17日                                   |
| 46                                              | 周瑜の死                                        | 卧龙吊孝                                        | 劉樹生                                          | 張中一                                          | 王憲                                            | 単羽生                                          | 1995年7月18日                                   |
| 47                                              | 曹操、馬超を破る                                | 割须弃袍                                        | 劉樹生                                          | 張中一                                          | 李一丁                                          | 単羽生                                          | 1995年7月19日                                   |
| 第三部 三国鼎立（簡体字中国語: 三足鼎立）       |                                                 |                                                 |                                                 |                                                 |                                                 |                                                 |                                                 |
| 話数                                            | 邦題                                            | 原題                                            | 脚本                                            | 監督                                            | 音楽                                            | 制作主任                                        | 初放送日（BS2）                                 |
| 48                                              | 張松、地図を献ずる                              | 张松献图                                        | 葉式生                                          | 張中一                                          | 王憲                                            | 単羽生                                          | 1995年7月20日                                   |
| 49                                              | 劉備、西川に入る                                | 刘备入川                                        | 葉式生                                          | 張中一                                          | 王憲                                            | 単羽生                                          | 1995年7月21日                                   |
| 50                                              | 龐統、落鳳坡に死す                              | 凤雏落坡                                        | 葉式生                                          | 張中一                                          | 王憲                                            | 単羽生                                          | 1995年7月24日                                   |
| 51                                              | 張飛、一番手柄を立てる                          | 义释严颜                                        | 葉式生                                          | 張中一                                          | 王憲                                            | 単羽生                                          | 1995年7月25日                                   |
| 52                                              | 劉備、益州を領する                              | 夺占西川                                        | 葉式生                                          | 張中一                                          | 王憲                                            | 単羽生                                          | 1995年7月26日                                   |
| 53                                              | 刀ひとつで会に赴く                              | 单刀赴会                                        | 葉式生                                          | 孫光明                                          | 王憲                                            | 郝恒民                                          | 1995年7月27日                                   |
| 54                                              | 合淝での会戦                                    | 合淝会战                                        | 葉式生                                          | 孫光明                                          | 王憲                                            | 郝恒民                                          | 1995年7月28日                                   |
| 55                                              | 魏の世継ぎ争い                                  | 立嗣之争                                        | 葉式生                                          | 孫光明                                          | 王憲                                            | 郝恒民                                          | 1995年7月31日                                   |
| 56                                              | 定軍山での戦い                                  | 定军山                                          | 葉式生                                          | 孫光明                                          | 王憲                                            | 郝恒民                                          | 1995年8月1日                                    |
| 57                                              | 劉備、漢中を得る                                | 巧取汉中                                        | 葉式生                                          | 孫光明                                          | 王憲                                            | 郝恒民                                          | 1995年8月2日                                    |
| 58                                              | 水を放ち七軍をおぼらす                          | 水淹七军                                        | 葉式生                                          | 孫光明                                          | 王憲                                            | 郝恒民                                          | 1995年8月3日                                    |
| 59                                              | 関羽、麦城に走る                                | 走麦城                                          | 葉式生                                          | 孫光明                                          | 王憲                                            | 郝恒民                                          | 1995年8月4日                                    |
| 60                                              | 曹操の死                                        | 曹操之死                                        | 周鍇                                            | 孫光明                                          | 王憲                                            | 郝恒民                                          | 1995年8月10日                                   |
| 61                                              | 曹丕、帝位を奪う                                | 曹丕簒汉                                        | 周鍇                                            | 孫光明                                          | 王憲                                            | 郝恒民                                          | 1995年8月11日                                   |
| 62                                              | 劉備、仇討ちに出兵する                          | 兴兵伐吴                                        | 周鍇                                            | 孫光明                                          | 王憲                                            | 郝恒民                                          | 1995年8月15日                                   |
| 63                                              | 劉備、陣を焼かれる                              | 火烧连营                                        | 周鍇                                            | 孫光明                                          | 王憲                                            | 郝恒民                                          | 1995年8月16日                                   |
| 64                                              | 劉備、白帝城に死す                              | 安居平五路                                      | 李一波                                          | 孫光明                                          | 王憲                                            | 郝恒民                                          | 1995年8月17日                                   |
| 第四部 南征北伐（簡体字中国語: 南征北战）       |                                                 |                                                 |                                                 |                                                 |                                                 |                                                 |                                                 |
| 話数                                            | 邦題                                            | 原題                                            | 脚本                                            | 監督                                            | 音楽                                            | 制作主任                                        | 初放送日（BS2）                                 |
| 65                                              | 孔明の南征                                      | 兵渡泸水                                        | 李一波                                          | 張紹林                                          | 王憲                                            | 張紀中                                          | 1995年8月18日                                   |
| 66                                              | 孟獲の反乱                                      | 绝路问津                                        | 李一波                                          | 張紹林                                          | 王憲                                            | 張紀中                                          | 1995年8月21日                                   |
| 67                                              | 孟獲、七度虜となる                              | 七擒孟获                                        | 李一波                                          | 張紹林                                          | 王憲                                            | 張紀中                                          | 1995年8月22日                                   |
| 68                                              | 孔明、魏に出兵する                              | 出师北伐                                        | 李一波                                          | 張紹林                                          | 王憲                                            | 張紀中                                          | 1995年8月23日                                   |
| 69                                              | 姜維、孔明に降る                                | 收姜维                                          | 李一波                                          | 張紹林                                          | 王憲                                            | 張紀中                                          | 1995年8月24日                                   |
| 70                                              | 司馬一族、再び立つ                              | 司马复出                                        | 李一波                                          | 張紹林                                          | 王憲                                            | 張紀中                                          | 1995年8月25日                                   |
| 71                                              | 泣いて馬謖を切る                                | 空城退敌                                        | 李一波                                          | 張紹林                                          | 王憲                                            | 張紀中                                          | 1995年8月28日                                   |
| 72                                              | 司馬懿、大都督に登る                            | 司马取印                                        | 李一波                                          | 張紹林                                          | 王憲                                            | 張紀中                                          | 1995年8月29日                                   |
| 73                                              | 祁山での智の攻防                                | 祁山斗智                                        | 李一波                                          | 張紹林                                          | 王憲                                            | 張紀中                                          | 1995年8月30日                                   |
| 74                                              | 孔明、神を装う                                  | 诸葛妆神                                        | 李一波                                          | 張紹林                                          | 王憲                                            | 張紀中                                          | 1995年8月31日                                   |
| 75                                              | 六度祁山に出兵す                                | 六出祁山                                        | 李一波                                          | 張紹林                                          | 王憲                                            | 張紀中                                          | 1995年9月1日                                    |
| 76                                              | 姜維、兵法を授かる                              | 火熄上方谷                                      | 李一波                                          | 張紹林                                          | 王憲                                            | 張紀中                                          | 1995年9月4日                                    |
| 77                                              | 死せる孔明、仲達を走らす                        | 秋风五丈原                                      | 李一波                                          | 張紹林                                          | 王憲                                            | 張紀中                                          | 1995年9月5日                                    |
| 第五部 三分一つに帰す（簡体字中国語: 三分归一） |                                                 |                                                 |                                                 |                                                 |                                                 |                                                 |                                                 |
| 話数                                            | 邦題                                            | 原題                                            | 脚本                                            | 監督                                            | 音楽                                            | 制作主任                                        | 初放送日（BS2）                                 |
| 78                                              | 司馬懿、病と偽る                                | 诈病赚曹爽                                      | 周鍇                                            | 張中一                                          | 王憲                                            | 単羽生                                          | 1995年9月6日                                    |
| 79                                              | 呉の内乱                                        | 吴宫干戈                                        | 周鍇                                            | 張中一                                          | 王憲                                            | 単羽生                                          | 1995年9月8日                                    |
| 80                                              | 姜維、中原征伐に出る                            | 兵困铁笼山                                      | 周鍇                                            | 張中一                                          | 王憲                                            | 単羽生                                          | 1995年9月25日                                   |
| 81                                              | 司馬昭、魏帝を廃す                              | 司马昭弑君                                      | 周鍇                                            | 張中一                                          | 王憲                                            | 単羽生                                          | 1995年9月26日                                   |
| 82                                              | 九度目の中原討伐                                | 九伐中原                                        | 周鍇                                            | 張中一                                          | 王憲                                            | 単羽生                                          | 1995年9月27日                                   |
| 83                                              | 魏、蜀を滅ぼす                                  | 偷度阴平                                        | 周鍇                                            | 張中一                                          | 王憲                                            | 単羽生                                          | 1995年9月28日                                   |
| 84                                              | 三国、晋に帰す                                  | 三分归晋                                        | 周鍇                                            | 張中一                                          | 王憲                                            | 単羽生                                          | 1995年9月29日                                   |

### 国際スタンダード版
- 第1巻 「劉備・関羽・張飛の義兄弟の誓い」 第1話から第5話までの総集編
- 第2巻 「呂布と貂蝉・連環の計」 第6話から第7話までの総集編
- 第3巻 「関羽、五関に六将を斬る」 第16話から第19話までの総集編
- 第4巻 「曹操対袁紹の官渡決戦」 第21話から第23話までの総集編
- 第5巻 「劉備、諸葛孔明に三顧の礼」 第24話から第27話までの総集編
- 第6巻 「長坂坡の趙雲、長坂橋の張飛」 第28話から第29話までの総集編
- 第7巻 「江東にあり、碧眼児と美周郎」 第30話から第32話までの総集編
- 第8巻 「孔明、奇計で十万本の矢を奪う」 第33話から第34話までの総集編
- 第9巻 「短歌行／曹操、勝利の美酒に酔う」 第35話から第37話までの総集編
- 第10巻 「長江炎上／孔明、赤壁に東南風を呼ぶ」 第38話から第39話までの総集編
- 第11巻 「劉備対孫権、甘露寺の対決」 第40話から第43話までの総集編
- 第12巻 「周瑜の呪い、天に届かず」 第44話から第46話までの総集編
- 第13巻 「孔明の雄図、天下三分の計」 第48話から第51話までの総集編
- 第14巻 「美髯公関羽、荊州に死す」 第53話・第58話から第59話までの総集編
- 第15巻 「劉備の弔い、夷陵の合戦」 第60話から第63話までの総集編
- 第16巻 「孟獲を七度捕えて七度放つ」 第65話から第67話までの総集編
- 第17巻 「北伐／今まさに危急存亡の秋」 第68話から第71話までの総集編
- 第18巻 「孔明対司馬仲達の祁山攻防戦」 第72話から第74話までの総集編
- 第19巻 「孔明、五丈原に祈る」 第75話から第84話までの総集編

## 主題歌
オープニングテーマ・エンディングテーマ（第84話）「滾滾長江東逝水」
作詞 - 楊慎 / 作曲・編曲 - 谷建芬 / 歌 - 楊洪基
エンディングテーマ（第1話 - 第6話，第8話 - 第18話，第20話 - 第83話）「歴史的天空」
作詞 - 王健 / 作曲・編曲 - 谷建芬 / 歌 - 毛阿敏
エンディングテーマ（第7話）「貂蝉已随清風去」
作詞 - 王健 / 作曲・編曲 - 谷建芬 / 歌 - 万山紅
エンディングテーマ（第19話）「這一拝」
作詞 - 王健 / 作曲・編曲 - 谷建芬 / 歌 - 劉歓

## 挿入歌
- 這一拝: 第1話、第19話
- 明主求賢兮却不知吾:第25話
- 七歩詩: 第61話
- 丈夫歌: 第33話
- 一夜北風寨
- 貂蝉已随清風去: 第7話
- 烈火雄風赤兎馬: 第3話
- 壮士功名尚未成
- 江上行: 第53話
- 南陽有隠居
- 当陽常志此心丹: 第30話
- 臥龍吟/有為歌
- 民得平安天下安: 第29話
- 豹頭環眼好兄弟
- 淯水吟: 第11話
- 短歌行: 第37話
- 哭諸葛: 第77話
- 誰肯論英雄
- 子夜四時歌:第43話
- 戦宛城: 第11話

## ソフトウェア
完全版を収録したもののみを記載する。
LD
- 『三国志 第一部 群雄逐鹿』全12巻
- 『三国志 第二部 赤壁鏖戦』全12巻
- 『三国志 第三部 三足鼎立』全9巻
- 『三国志 第四部 南征北戦／第五部 三分帰一』全11巻
販売元：パイオニアLDC

VHS
- 『三国演義』
販売元：コニービデオ、全40巻

DVD
- 『三国志』
販売元：コニービデオ、全14巻28枚
- 『三国志』完全版
販売元：アイ・ピー・エム・東京、全5巻20枚

## CD
- 『三国演義 電視連続劇主題・挿曲』ISRC CN-A10-95-302-00/A.J9
1995年に北京電影学院音像出版社より発売。主題歌と一部の挿入歌を収録。

## 参考項目
- 三国志 Three Kingdoms - 同じく『三国志演義』を題材とした2010年のテレビドラマ。

## 注・出典
1. ↑  出演声優は全員が収録当時マウスプロモーションに所属していた声優で、録音スタジオも同社スタジオのスタジオマウスで行われた。大塚明夫や納谷六朗などBS2版とは別役で出演している声優も複数いるなか、大木民夫は司馬徽(水鏡先生)として同役で出演している。
2. ↑  赤壁の戦いを中心に再編集したシリーズ。全3巻。
3. ↑  初放送バージョンでは「合肥会战」となるが、CCTV-8で再放送された際は「合淝会战」に修正された。